# Dobrivoje Trivić
Dobrivoje Trivić (ur. 26 października 1943 w Ševaricach, zm. 26 lutego 2013) – piłkarz serbski grający podczas kariery na pozycji obrońcy.

## Kariera klubowa
Karierę piłkarską Dobrivoje Trivić rozpoczął w drugoligowym klubie FK Srem Sremska Mitrovica w 1962. W 1965 przeszedł do Vojvodiny Nowy Sad. W sezonie 1965/1966 zdobył w nią w mistrzostwo Jugosławii. 
W 1972 Trivić wyjechał z Jugosławii do Francji i został zawodnikiem Olympique Lyon. W 1973 przeszedł do drugoligowego Toulouse FC. W 1974 powrócił do Vojvodiny, gdzie wkrótce zakończył karierę piłkarską.
| Sezon   | Klub                      | Kraj       | Rozgrywki       | Mecze | Bramki |
| ------- | ------------------------- | ---------- | --------------- | ----- | ------ |
| 1962/63 | FK Srem Sremska Mitrovica | Jugosławia | 2. Savezna liga | ?     | ?      |
| 1963/64 | FK Srem Sremska Mitrovica | Jugosławia | 2. Savezna liga | ?     | ?      |
| 1964/65 | FK Srem Sremska Mitrovica | Jugosławia | 2. Savezna liga | ?     | ?      |
| 1965/66 | FK Vojvodina Nowy Sad     | Jugosławia | Prva liga       | 28    | 7      |
| 1966/67 | FK Vojvodina Nowy Sad     | Jugosławia | Prva liga       | 27    | 5      |
| 1967/68 | FK Vojvodina Nowy Sad     | Jugosławia | Prva liga       | 26    | 4      |
| 1968/69 | FK Vojvodina Nowy Sad     | Jugosławia | Prva liga       | 31    | 7      |
| 1969/70 | FK Vojvodina Nowy Sad     | Jugosławia | Prva liga       | 30    | 8      |
| 1970/71 | FK Vojvodina Nowy Sad     | Jugosławia | Prva liga       | 14    | 0      |
| 1971/72 | Olympique Lyon            | Francja    | Division 1      | 25    | 2      |
| 1972/73 | Olympique Lyon            | Francja    | Division 1      | 28    | 0      |
| 1973/74 | Toulouse FC               | Francja    | Division 2      | ?     | ?      |
| 1974/75 | FK Vojvodina Nowy Sad     | Jugosławia | Prva liga       | 1     | 0      |

## Kariera reprezentacyjna
W reprezentacji Jugosławii Trivić zadebiutował 18 września 1966 w przegranym 1:2 towarzyskim spotkaniu z ZSRR. W 1968 zdobył wicemistrzostwo Europy. Na turnieju w finałowym we Włoszech wystąpił w półfinale z Anglią oraz obu meczach finałowych z Włochami.
Ostatni raz w reprezentacji wystąpił 3 września 1969 w zremisowanym 1-1 towarzyskim meczu z Rumunią. Ogółem w barwach plavich wystąpił w 13 meczach.
| Mecze i gole w reprezentacji | Mecze i gole w reprezentacji | Mecze i gole w reprezentacji | Mecze i gole w reprezentacji | Mecze i gole w reprezentacji | Mecze i gole w reprezentacji | Mecze i gole w reprezentacji |
| #                            | Data                         | Miasto                       | Przeciwnik                   | Gol                          | Wynik                        | Rozgrywki                    |
| ---------------------------- | ---------------------------- | ---------------------------- | ---------------------------- | ---------------------------- | ---------------------------- | ---------------------------- |
| 1.                           | 18.09.1966                   | Belgrad                      | ZSRR                         |                              | 1:2                          | towarzyski                   |
| 2.                           | 19.10.1966                   | Belgrad                      | Czechosłowacja               |                              | 1:0                          | towarzyski                   |
| 3.                           | 06.04.1968                   | Marsylia                     | Francja                      |                              | 1:1                          | el. ME                       |
| 4.                           | 24.04.1968                   | Belgrad                      | Francja                      |                              | 5:1                          | el. ME                       |
| 5.                           | 19.10.1966                   | Bratysława                   | Czechosłowacja               |                              | 0:3                          | towarzyski                   |
| 6.                           | 05.06.1968                   | Florencja                    | Anglia                       |                              | 1:0                          | Euro 68                      |
| 7.                           | 08.06.1968                   | Rzym                         | Włochy                       |                              | 1:1                          | Euro 68                      |
| 8.                           | 10.06.1968                   | Rzym                         | Włochy                       |                              | 0:2                          | Euro 68                      |
| 9.                           | 25.06.1968                   | Belgrad                      | Brazylia                     |                              | 0:2                          | towarzyski                   |
| 10.                          | 16.10.1968                   | Bruksela                     | Belgia                       |                              | 0:3                          | el. MŚ                       |
| 11.                          | 26.02.1969                   | Split                        | Szwecja                      |                              | 2:1                          | towarzyski                   |
| 12.                          | 30.04.1969                   | Barcelona                    | Hiszpania                    |                              | 1:2                          | el. MŚ                       |
| 13.                          | 03.09.1969                   | Belgrad                      | Rumunia                      |                              | 1:1                          | towarzyski                   |